# Paul Lacombe de La Tour
Paul Vincent Marie Bon Lacombe de la Tour, né le 19 novembre 1889 à Paris, mort pour la France le 9 juin 1940 dans l'Oise, est un officier supérieur français des deux Guerres mondiales.

## Biographie
Officier issue de la promotion "La Moskowa" de l'École spéciale militaire de Saint-Cyr (1910-1913), Paul Lacombe de la Tour est affecté, à la fin de sa scolarité, au 4e Chasseurs.
Deux fois blessé et douze fois cité (dont cinq fois à l'ordre de l'armée), il est nommé chevalier de la Légion d'honneur à la fin de la Première Guerre mondiale.
Promu capitaine en 1919, il est affecté au 1er régiment de cavalerie du Levant puis au 1er de spahis marocains.
De nouveau cité à l'ordre de l'armée, en 1921 au Maroc, il est promu officier de la Légion d'honneur avant de servir, à compter de 1923, au 4e Hussards, en France, puis au 1er bataillon de dragons portés, en 1929.
Promu chef d'escadrons en 1932, il est affecté au 6e régiment de spahis algériens.
En 1934, il rejoint, pour quelques mois, le 1er régiment étranger de cavalerie et les rangs de la Légion étrangère, au Maroc.
Après un temps au 3e spahis marocain, il est affecté à la mobilisation, au 2e régiment de chasseurs d'Afrique.
C'est le 1er décembre 1939 qu'il prend le commandement du Groupe de reconnaissance divisionnaire no 180, qui prendra bientôt le nom de GRD97. Paul Lacombe de la Tour est promu, à sa tête, lieutenant-colonel, le 25 mars 1940.
C'est le 9 juin de la même année, au cours d'un combat retardeur de son unité au bois de Noroy, à l'ouest de Compiègne, que le lieutenant-colonel Lacombe de la Tour est tué d'une balle de pistolet mitrailleur en pleine tête.

## Sources
- Képi blanc no 701 de juillet 2008